# Kalksmaltandmos
Kalksmaltandmos (Ditrichum flexicaule) is een soort bladmos van het geslacht Ditrichum. Het groeit op gruis en steen.

## Determinatie
Kalksmaltandmos is te herkennen aan de slanke, spitse, donkergroene bladen. 

### Gelijkende taxa
Polletjes van aan elkaar gekitte jonge plantjes grijs kronkelsteeltje (Campylopus introflexus) zonder glasharen kunnen verward worden met polletjes kalksmaltandmos. 

## Ecologie
Kalksmaltandmos groeit in de duinen in compacte zoden, vaak samen met het duinkronkelbladmos op open plekken waar lichte verstuiving plaatsvindt. 

## Verspreiding
In Nederland komt het zeldzaam voor. Deze soort staat op de rode lijst (2013) als 'bedreigd'. Het groeit vooral in vegetatie van het verbond van droge, kalkrijke duingraslanden langs de kust. Kalksmaltandmos gaat hier achteruit door gebrek aan dynamiek. Er treedt te weinig verstuiving op en ook wordt er te weinig door konijnen gegraven om het pioniermilieu van kalksmaltandmos in stand te houden. Het kwam eerst ook voor in Limburg, maar is daar door de achteruitgang aan kwaliteit en areaal van de kalkgraslanden vrijwel verdwenen. 

## Fotogalerij

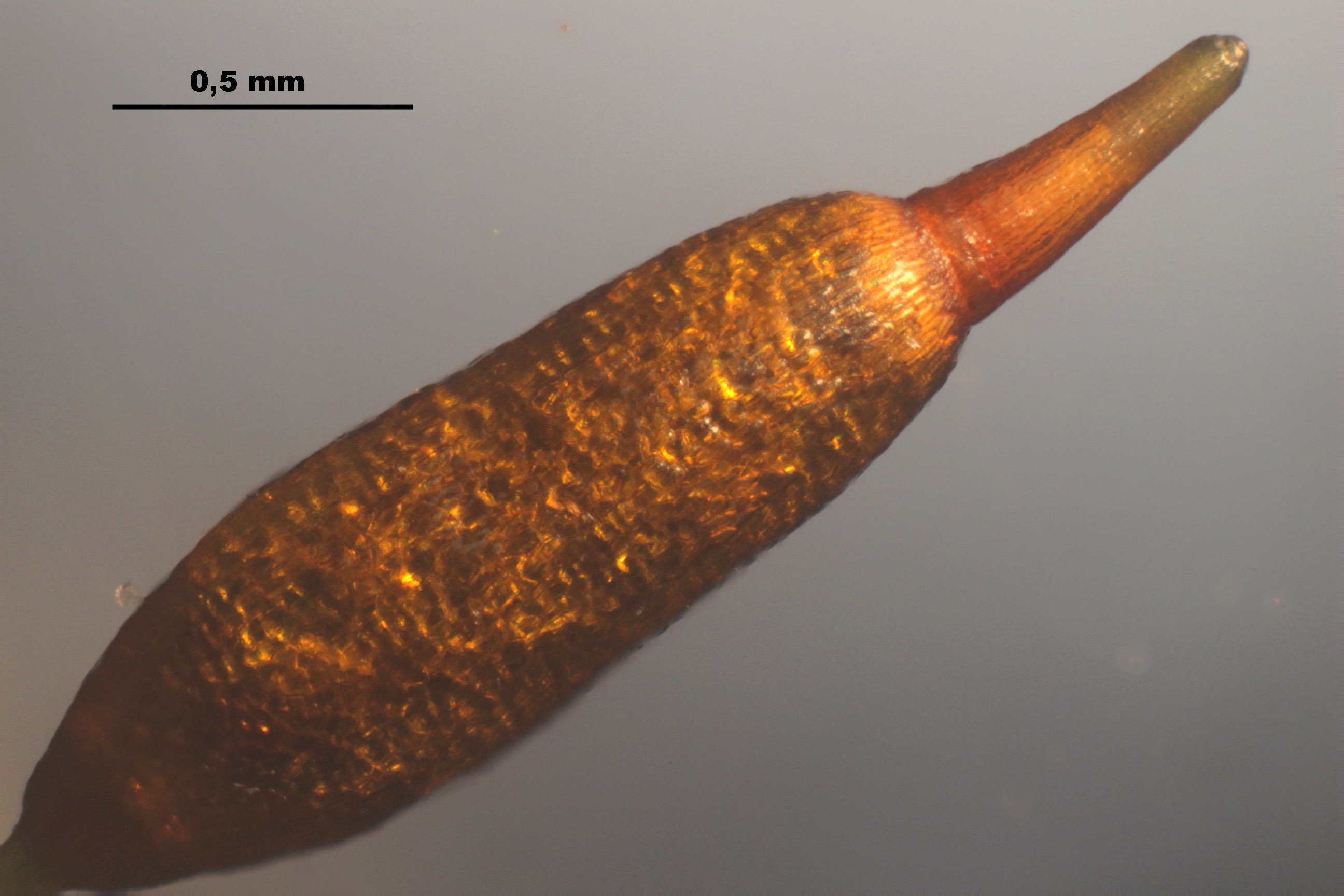
Sporenkapsel
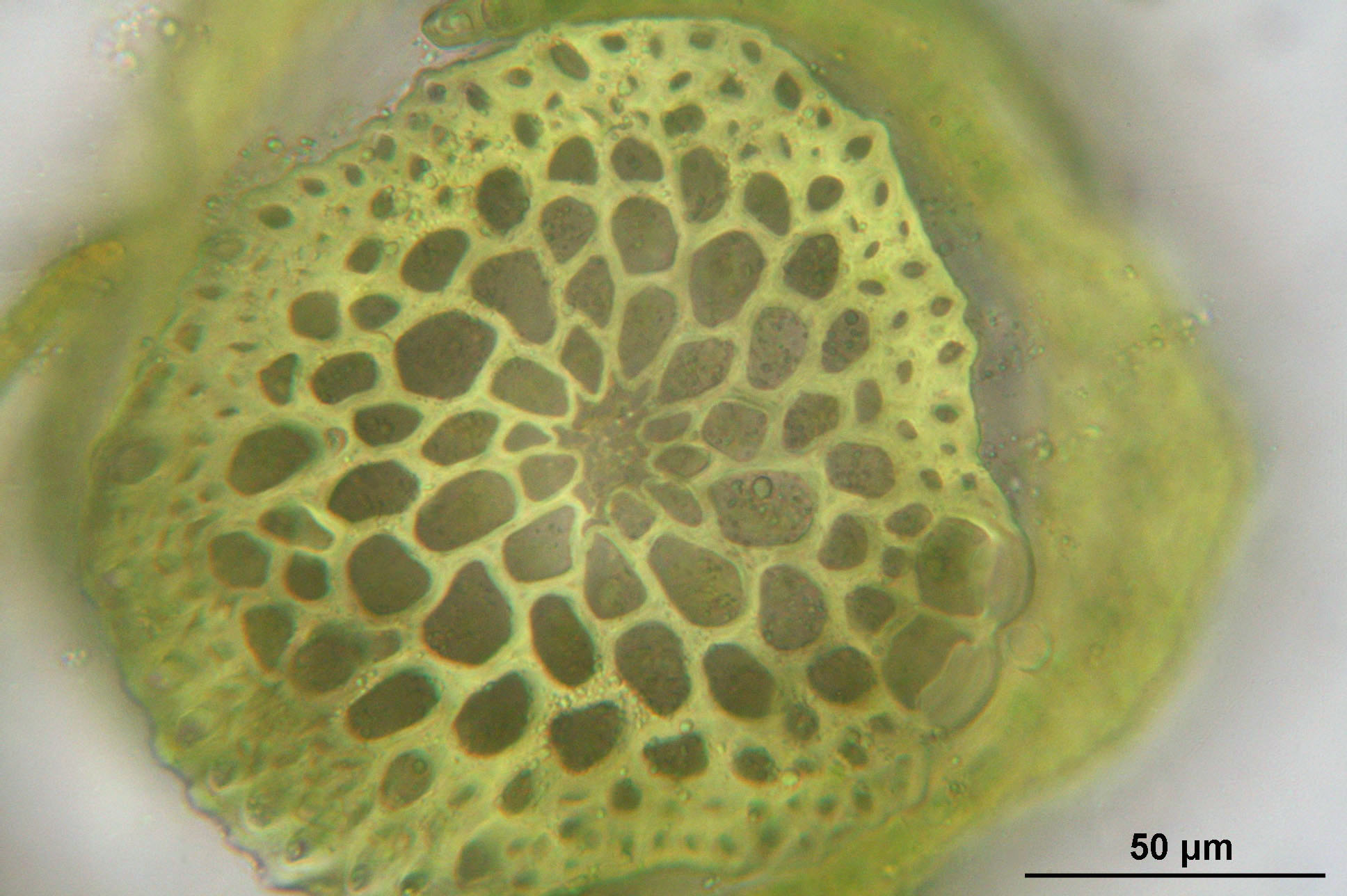
Stengeldoorsnede
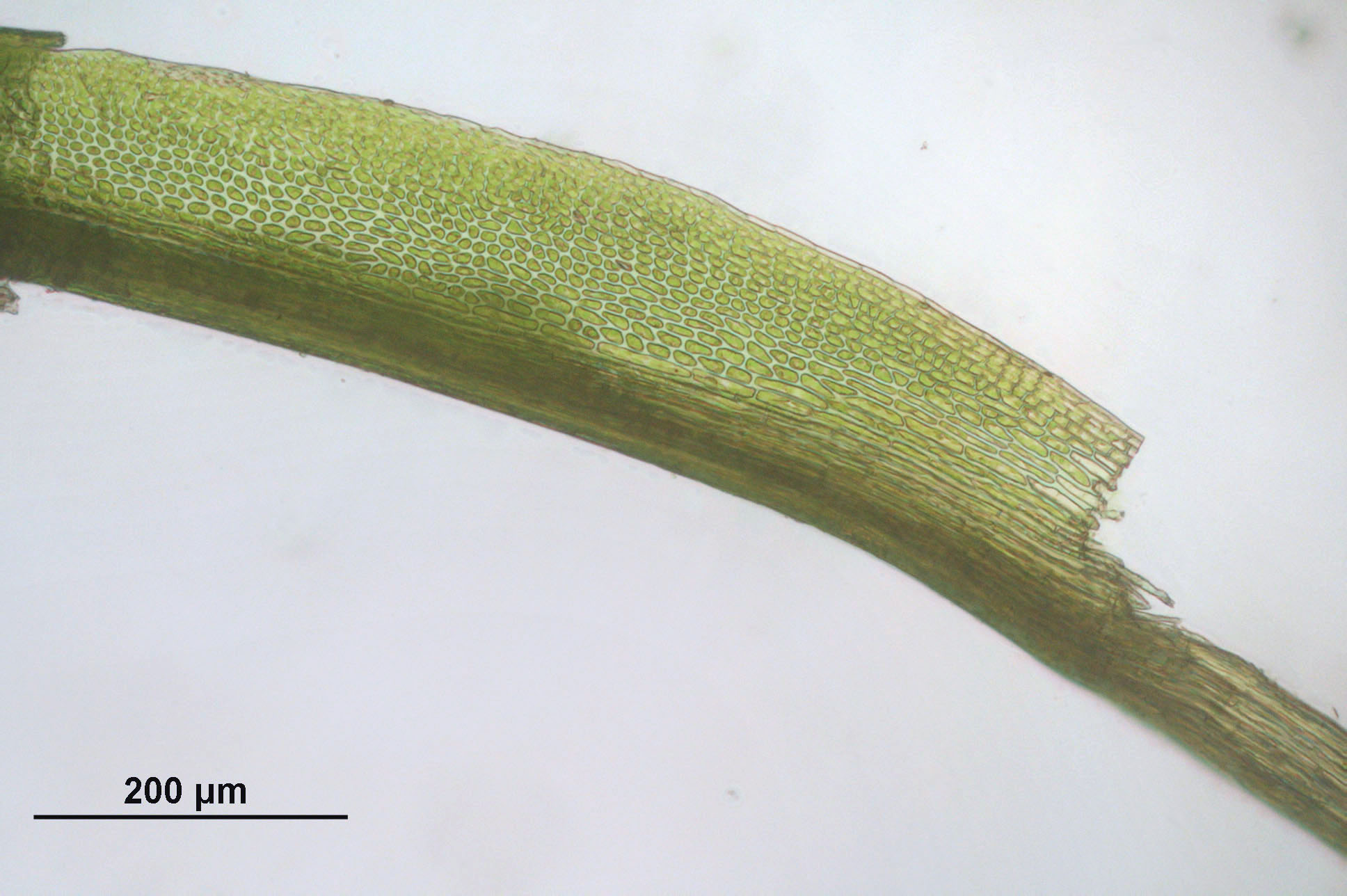
Bladvoet
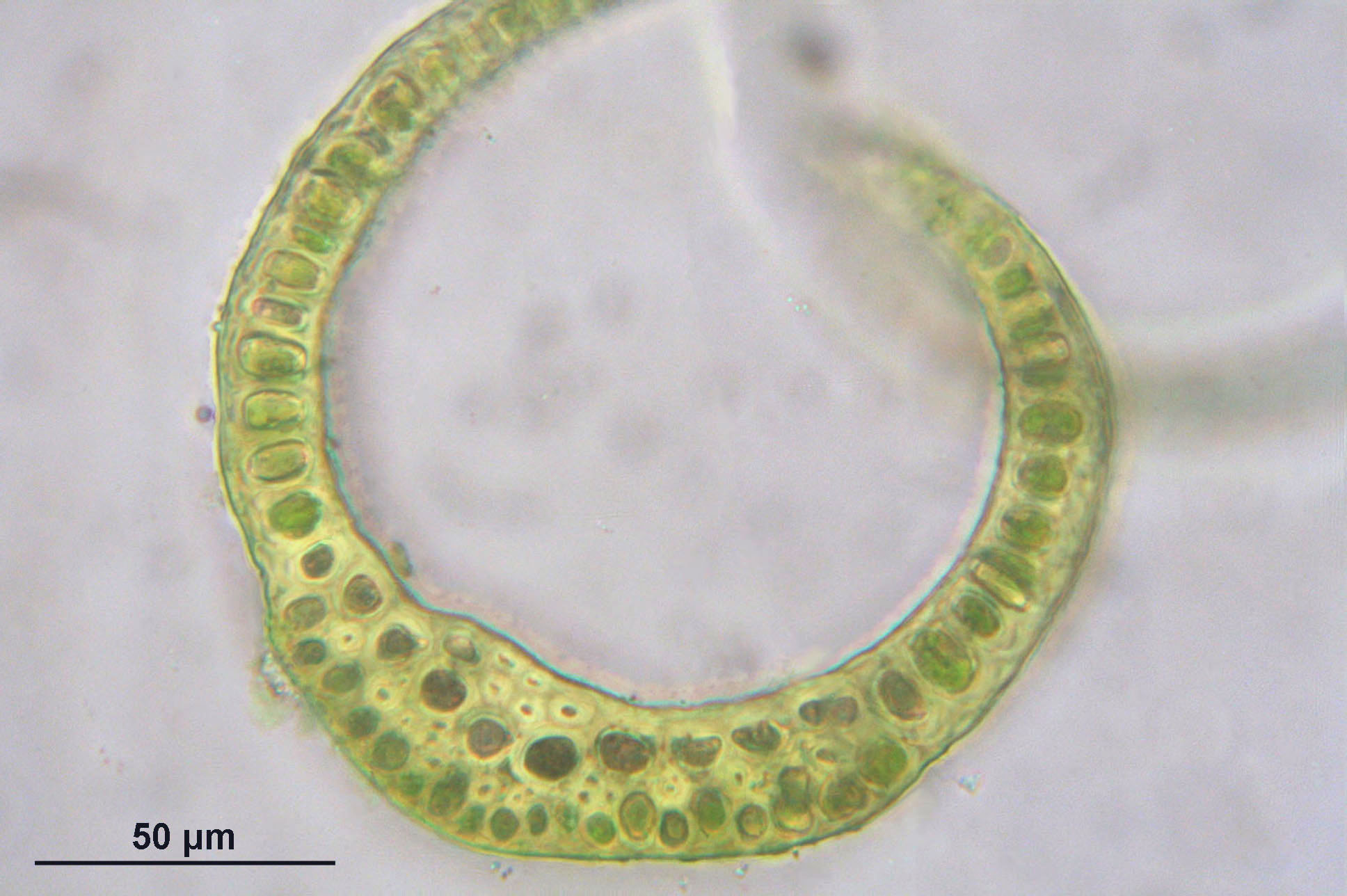
Bladdoorsnede
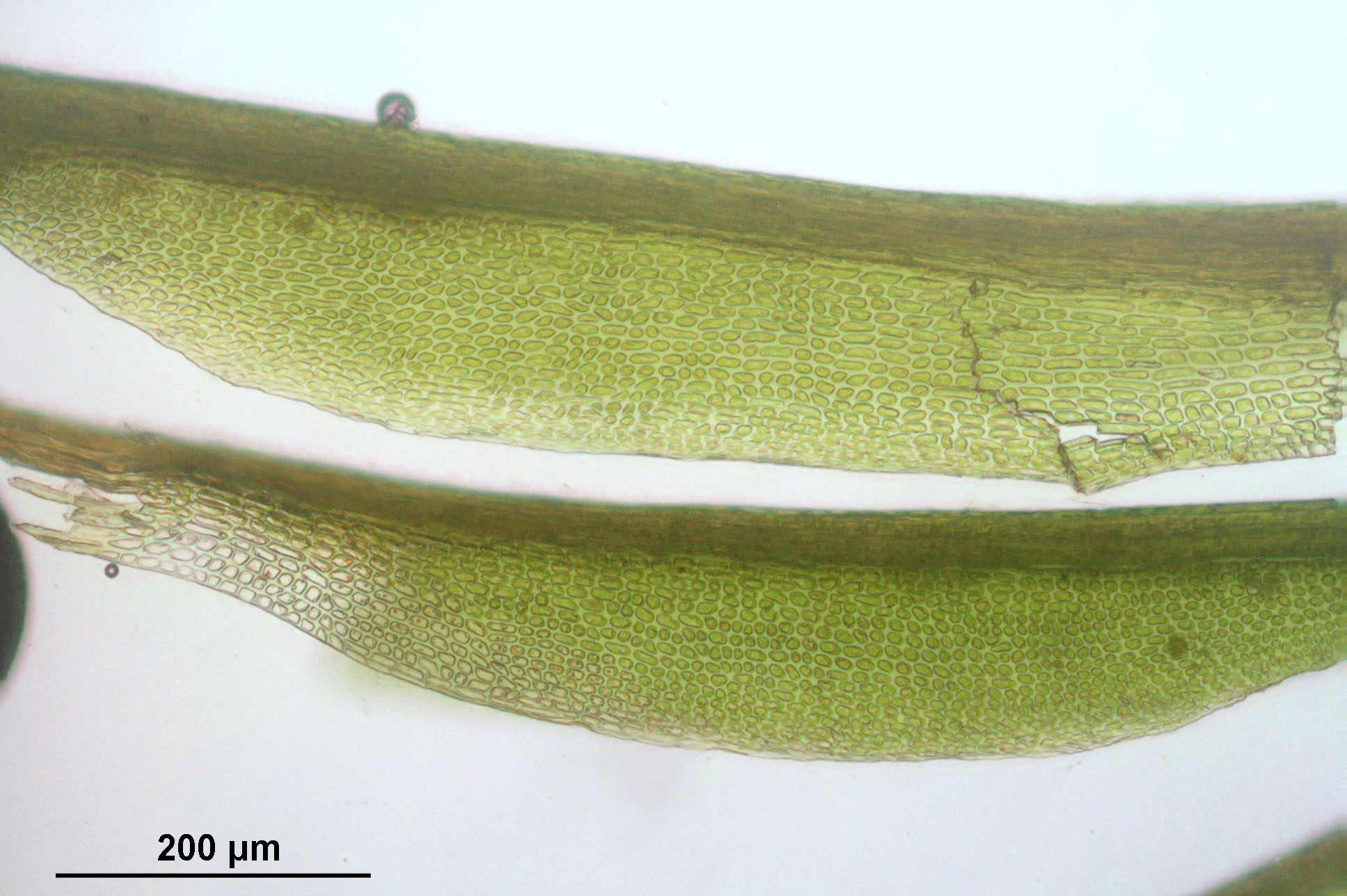
Bladcellen bladvoet
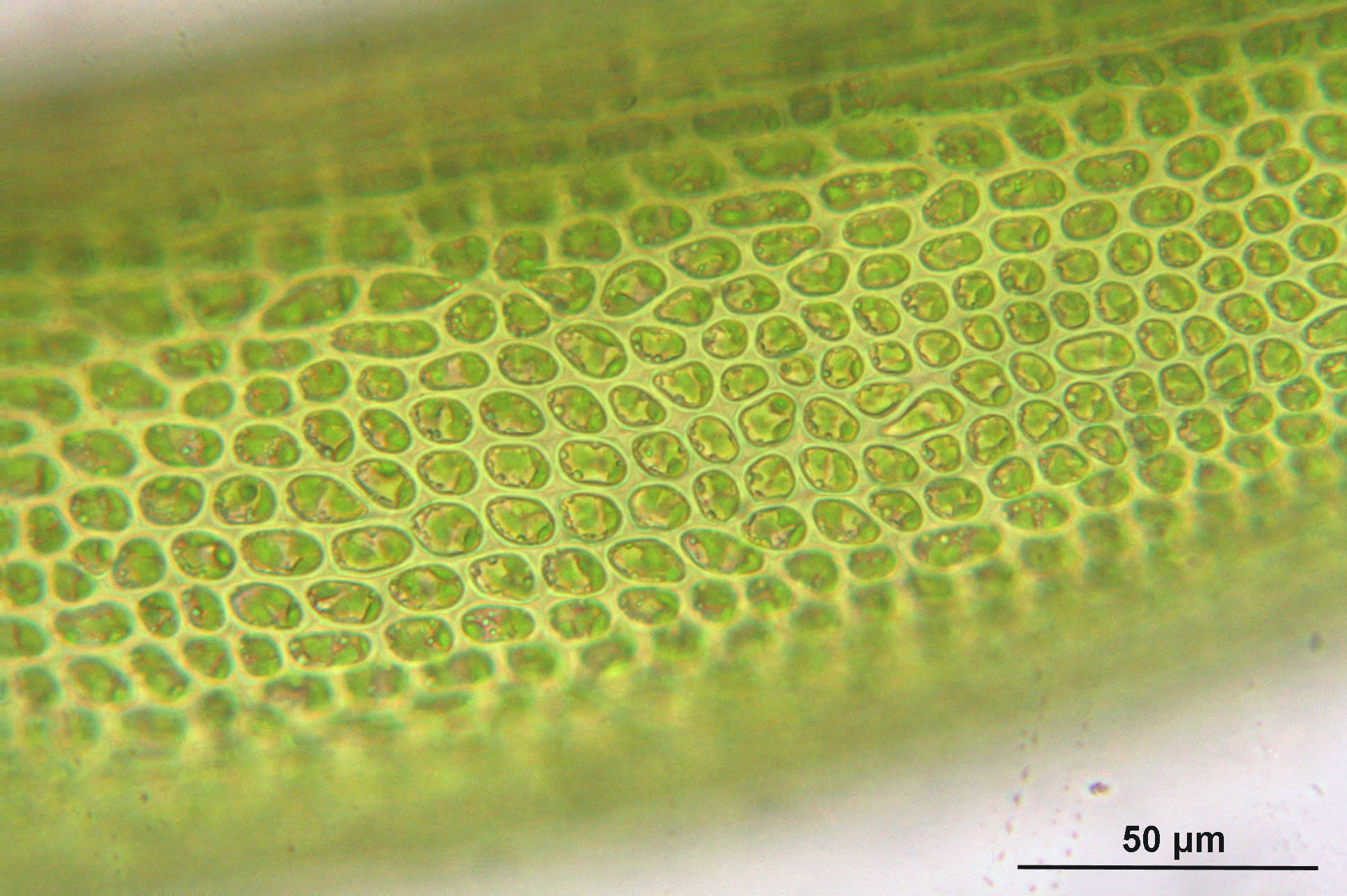
Bladcellen bladmidden